# Ioan Oltean
Ioan Oltean (n. 20 aprilie 1953, Valea Ungurașului, România) este un politician român, membru al Partidul Democrat. Ioan Oltean a fost Ministrul Apelor, Pădurilor și Protecției Mediului, prodeputat în legislatura 1990-1992 pe listele FSN. În legislaturile 1996-2000 2000-2004, 2004-2008, 2008-2012 și 2012-2016, Ioan Oltean a fost membru al Partidului Democrat iar din februarie 2015 a devenit membru PNL.

## Cariera politică
Ioan Oltean este parlamentar de Bistrița-Năsăud din 1990, iar din 1992 a condus filiala Bistrița-Năsăud a PDL. Pe data de 24 noiembrie 2013 a fost reales în funcția de lider al PDL Bistrița-Năsăud. La Consiliul de Coordonare Județean al PDL Bistrița-Năsăud au participat 381 de delegați, dintre care 369 au votat pentru ca Oltean să ocupe în continuare funcția de președinte al filialei județene a PDL, în timp ce 12 au votat împotrivă.

## Inițiative legislative
În anul 2007 a inițiat proiectul de lege nr. 368/2007, privind „regimul juridic al bunurilor imobiliare aparținând cultelor religioase ortodox și greco-catolic din România”. Conform acestui proiect, restituirea bisericilor, caselor parohiale și mănăstirilor Bisericii Române Unite cu Roma ar fi urmat să fie făcută în funcție de ponderea credincioșilor din unitățile administrativ-teritoriale de la locul situării imobilului, ceea ce ar fi echivalat cu exproprierea BRU. O excepție de la această regulă a fost prevăzută la art. 3 al proiectului, cu privința catedralelor eparhiale "care aparțin cultului pe seama și în numele căruia au fost ctitorite inițial". Proiectul a primit aviz negativ din partea Consiliului Legislativ și din partea Guvernului Tăriceanu. Înscrierea acestui proiect de lege pe ordinea de zi a plenului Camerei Deputaților din 27-29 ianuarie 2009 a stârnit protestul întregului episcopat greco-catolic din România. Plenul Camerei Deputaților a retrimis proiectul la comisiile de specialitate. În data de 16 februarie 2009 conducerea Bisericii Române Unite a arătat că proiectul inițiat de deputații Ioan Oltean, Daniel Buda și Augustin Zegrean este neconstituțional și unilateral. Inițiativa legislativă a celor trei deputați fost respinsă de plenul Camerei Deputaților în data de 16 aprilie 2013.

## Controverse
Ioan Oltean a propus-o la conducerea ANRP pe Crinuța Dumitrean, fostă miss Bistrița, ulterior inculpată pentru fapte de corupție alături de Alina Bica. În data de 29 iunie 2018 Crinuța Dumitrean a fost condamnată la 7 ani și 6 luni de închisoare.
În decembrie 2014 Ioan Oltean i-a cerut abuziv șefului Poliției Bistrița-Năsăud să afle cine îl înjură pe Internet. Poliția s-a executat, iar cel căutat era un angajat la SRI.
În 2016 Ioan Oltean a fost trimis în judecată în dosarul retrocedărilor ilegale de la ANRP.
Dosarul a fost clasat în 2020 pe motiv că fapta nu a existat.